# Molycria mammosa
Molycria mammosa là một loài nhện trong họ Gnaphosidae.
Loài này thuộc chi Molycria. Molycria mammosa được Octavius Pickard-Cambridge miêu tả năm 1874.